# Глядены-Санаторий
Глядены-Санаторий — посёлок, входящий в муниципальное образование «Городской округ Сухой Лог» Свердловской области России.

## География
Посёлок Глядены-Санаторий муниципального образования «городского округа Сухой Лог» расположен в 12 километрах (по автотрассе в 14 километрах) к северу-западу от города Сухой Лог, в междуречье реки Пышма и её левого притока реки Рефт. В окрестностях посёлка расположен геоморфологический и ботанический природный памятник — известняковая скала Профессорская. На высоком берегу реки Пышма расположен ботанический природный памятник — сосновый бор, относящийся к массиву остепненных Припышминских боров.

## История
Глядень (старорус.) означает возвышенность, холм, высокое открытое место. В посёлке располагается детский санаторий «Глядены», лечащий остаточные явления церебральных параличей с помощью сапропелевой грязи озера Гальян и озера Молтаево. 12 ноября 1979 года Исполнительный комитет Свердловского областного Совета народных депутатов принял решение просить Президиум Верховного Совета РСФСР переименовать поселок Глядены Санаторий в поселок Голубая ель, однако сведений о принятии Президиумом требуемого решения не имеется.

## Население
| 2002 | 2010 |
| ---- | ---- |
| 104  | ↘80  |